# Mariama Bâ
Mariama Bâ (Dakar, 17 de abril de 1929-Dakar, 17 de agosto de 1981) fue una novelista, profesora y feminista senegalesa. En su obra criticó especialmente las desigualdades entre hombres y mujeres a causa de las tradiciones africanas.

## Biografía
Nació en Dakar, Senegal, en 1929, en una familia rica. Su padre era un funcionario público. 
Después de la muerte prematura de su madre, fue criada por sus abuelos en un ambiente tradicional musulmán. Esto hizo que desde muy temprana edad se mostrara crítica con un sistema que la discriminaba por haber nacido mujer y le negaba una educación por la que tuvo que luchar, ya que sus propios abuelos no creían que una mujer debiese recibir educación. Su padre, Amadou Bâ, fue ministro de Salud en el primer gobierno senegalés en 1957.
Estudió en una escuela francesa donde fue notable por sus resultados. Después de completar la escuela primaria a los 14 años, estudió en l'École Normale de Rufisque en 1943 donde obtuvo el título de enseñanza primaria en 1947. Enseñó durante doce años y luego pidió el cambio a la Inspección Regional de Educación para la Salud.
De su primer matrimonio con Bassirou Ndiaye tuvo tres hijas, y del segundo matrimonio con Ablaye Ndiaye, una hija. Obtuvo el divorcio de su tercer marido, el diputado y ministro Obèye Diop, con quien tuvo cinco hijos. Como resultado de su experiencia matrimonial, Mariama Bâ se comprometió con muchas asociaciones de mujeres en defensa de la educación y los derechos de las mujeres. Con este fin, pronunció discursos y publicó artículos en la prensa local.
En 1979 publicó su primera novela en Nuevas Ediciones Africanas Une si longue lettre, que trata de las confidencias de una viuda senegalesa, Ramatoulaye, a su mejor amiga, Aïssatou, divorciada, que ha dejado su país. Este libro muestra la ambición feminista africana emergiendo frente a las tradiciones sociales y religiosas. Tan pronto como se publicó, la novela fue un gran éxito de crítica y público; ganó el Premio Norma en la Feria del Libro de Frankfurt en 1980. Además promovió los derechos de las mujeres, especialmente de las mujeres casadas. Hizo discursos y escribió artículos sobre la vida de las mujeres, especialmente aquellas cuyas vidas estaban en situación de desigualdad.
Murió poco después de un cáncer, antes del lanzamiento de su segunda novela Una Canción Escarlata, que narra el fracaso de un matrimonio mixto entre un senegalés y una francesa, debido al egoísmo del marido y diferencias culturales.

## Crítica a la cultura africana tradicional
Sus obras reflejan principalmente las condiciones sociales de su entorno inmediato y de África en general, así como los problemas resultantes: la poligamia, las castas, la explotación de las mujeres para la primera novela; oposición de la familia, falta de capacidad de adaptación al nuevo entorno cultural frente a los matrimonios interraciales para el segundo.

## Obra
- Mi carta más larga (Ed. Zanzibar, 2005)- (fr: 1979 - Une si longue lettre)
- La Fonction politique des littératures africaines écrites - 1981
- Le Chant écarlate - 1981

## Reconocimientos póstumos
- Una escuela secundaria de Goree (la casa de la educación de Mariama Bâ) lleva su nombre.